# NGC 4477
NGC 4477 is een lensvormig sterrenstelsel in het sterrenbeeld Hoofdhaar. Het hemelobject werd op 8 april 1784 ontdekt door de Duits-Britse astronoom William Herschel. NGC 4477 behoort tot Markarians Ketting, een groep van minstens 7 schijnbaar gealigneerde sterrenstelsels in de Virgocluster.

## Synoniemen
- UGC 7638
- VCC 1253
- MCG 2-32-97
- IRAS 12275+1354
- ZWG 70.129
- PGC 41260